# Manuel Jesús Casas García
Manuel Jesús Casas García "Molo" és un entrenador i exjugador de futbol nascut a Almería. Des de la temporada 2019-20 és l'entrenador del Lleida Esportiu.